# رابرت کاوینگتون
رابرت کاوینگتون (انگلیسی: Robert Covington؛ زادهٔ ۱۴ دسامبر ۱۹۹۰) یک بازیکن بسکتبال اهل ایالات متحده آمریکا است.
از باشگاه‌هایی که در آن بازی کرده‌است می‌توان به هیوستون راکتس و فیلادلفیا سونتی‌سیکسرز اشاره کرد.